# BlizzCon

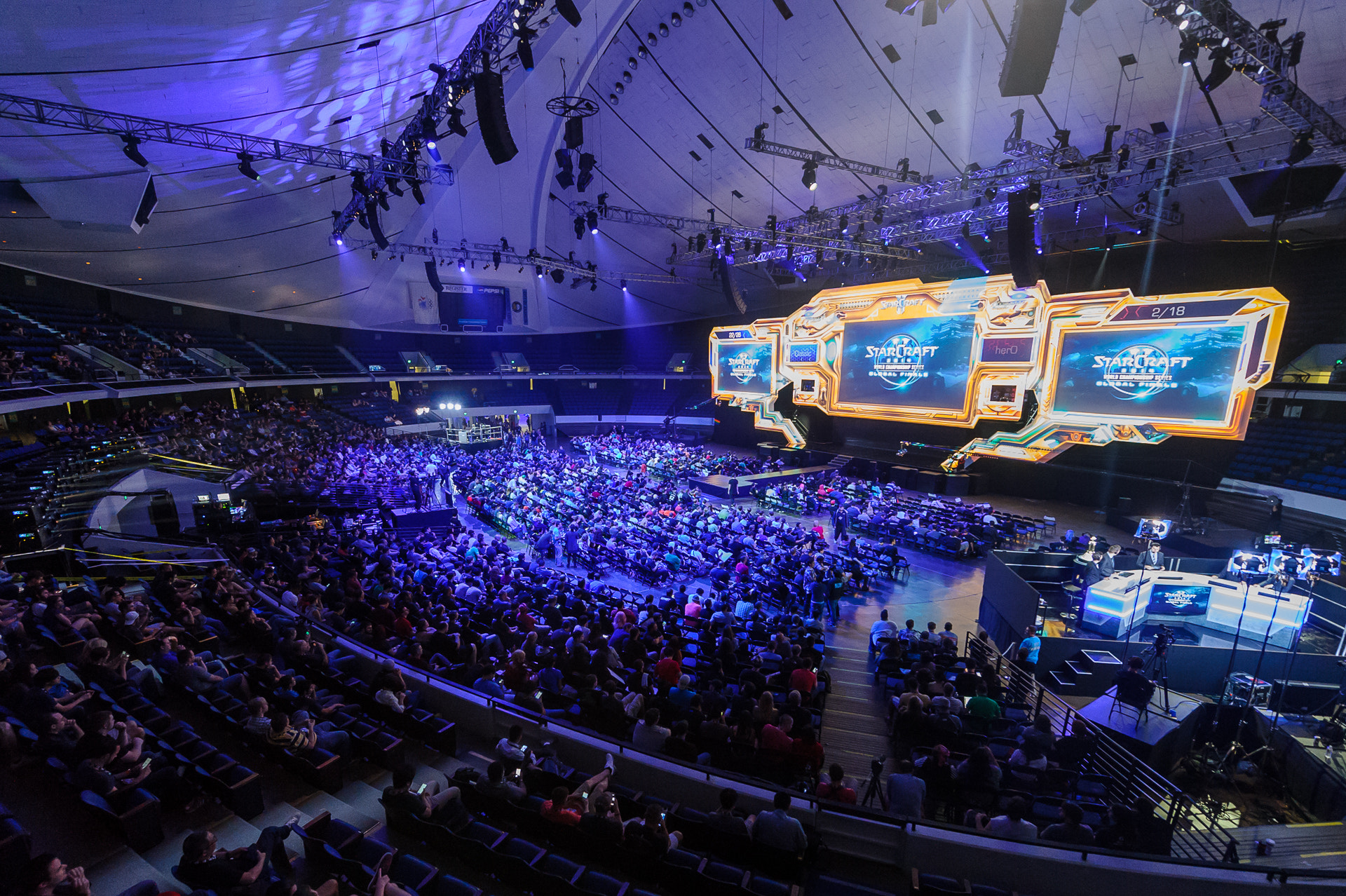
Змагання зі StarCraft 2 на BlizzCon 2014 р.

BlizzCon — щорічний фестиваль відеоігор, який проводиться компанією Blizzard Entertainment. Перший BlizzCon відбувся в жовтні 2005 року в Конференц-центрі Анахайма (Каліфорнія) у США і відтоді він проходить там кожного разу. На фестивалі відбуваються презентації нових ігор та їх оновлень, інтерв'ю із розробниками, різноманітні конкурси, турніри і розігрування призів.

## Події фестивалю
На BlizzCon проводяться турніри з ігор Blizzard Entertainment (World of Warcraft, StarCraft II, Diablo III, Hearthstone: Heroes of Warcraft, Heroes of the Storm). Відвідувачі можуть спробувати ще не випущені ігри Blizzard та оновлення до них, подивитися присвячені їм стенди і презентації. Blizzard під час фестивалю оголошують важливі анонси, проводять інтерв'ю.
Традиційними є конкурси з грошовими призами, такі як конкурси на найкращий фанатський фільм, малюнок, косплей тощо. Учасники повинні попередньо подати заявку на участь і виконати вимоги. Окрім квитка вони повинні мати бейджик зі своїм справжнім ім'ям.
Зазвичай існує три-чотири призових місця, причому за перше переможець часто може обрати нагороду, наприклад отримати певну суму грошей або квиток на фестиваль чи згадку в грі.
Відвідувачі мають змогу побувати на благодійному бенкеті зі співробітниками Blizzard Entertainment та придбати різноманітні сувеніри. У ніч закриття проводиться концерт запрошеного гурту.
Головні моменти BlizzCon транслюються в прямому ефірі.

## Обмеження
Оскільки деякі заходи BlizzCon можуть бути не призначені для дітей, передбачаючи зображення з помірним еротичним підтекстом і жорстокістю, особи до 12-и років допускаються тільки в супроводі батьків. Дітям до 5 років вхід заборонений. Також існує заборона на носіння деяких предметів, відеозапис (окрім турнірів) і справжню зброю як деталі косплею.

## Історія

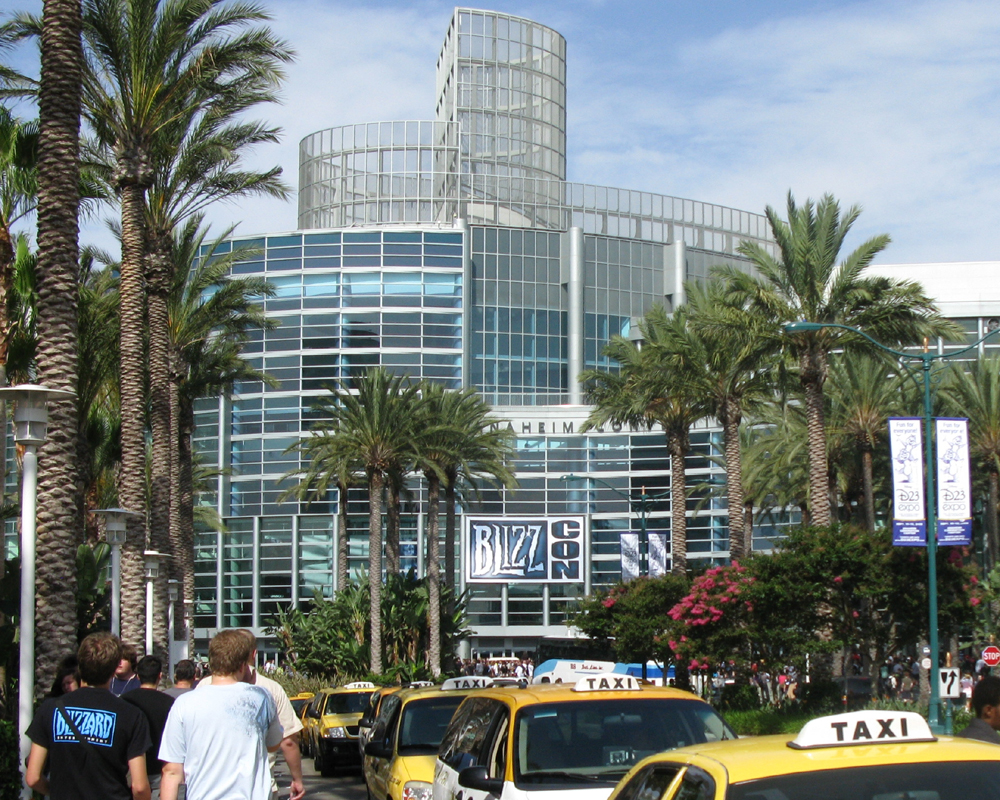
Конференц-центр Анахайма, 2007 р.

### До 2010-х
BlizzCon 2005. Проводився 28-29 жовтня 2005 року. Було представлено доповнення The Burning Crusade для World of Warcraft, в яке відвідувачі могли зіграти. Демонструвалася пробна версія згодом скасованої StarCraft: Ghost. Завершував фестиваль концерт The Offspring. Кількість відвідувачів склала 8000 осіб. У 2006 фестиваль не відбувався.
BlizzCon 2007. Про новий фестиваль було оголошено 12 квітня, проводився 3-4 серпня. Було представлено доповнення Wrath of the Lich King для World of Warcraft та анонсовано трилогію StarCraft II. Завершував фестиваль концерт Video Games Live. Кількість відвідувачів склала 13000 осіб.
BlizzCon 2008. Оголошений 12 травня, проводився 10-11 жовтня. Відвідувачі могли зіграти у Diablo III, StarCraft II: Wings of Liberty, World of Warcraft: Wrath of the Lich King. Завершував фестиваль концерт гурту співробітників Blizzard Level 80 Elite Tauren Chieftain. Кількість відвідувачів склала 15000 осіб.
BlizzCon 2009. Оголошений 17 лютого, проводився 21-22 серпня. Було представлено доповнення Cataclysm для World of Warcraft. Надавалася можливість спробувати Diablo III, StarCraft II: Wings of Liberty, World of Warcraft: Cataclysm. Площа виставок була збільшена з 3-х до 4-х залів. Також вперше конференції BlizzCon транслювалися через Інтернет. Завершував фестиваль концерт Ozzy Osbourne. Кількість відвідувачів склала 20000 осіб.

### 2010-і

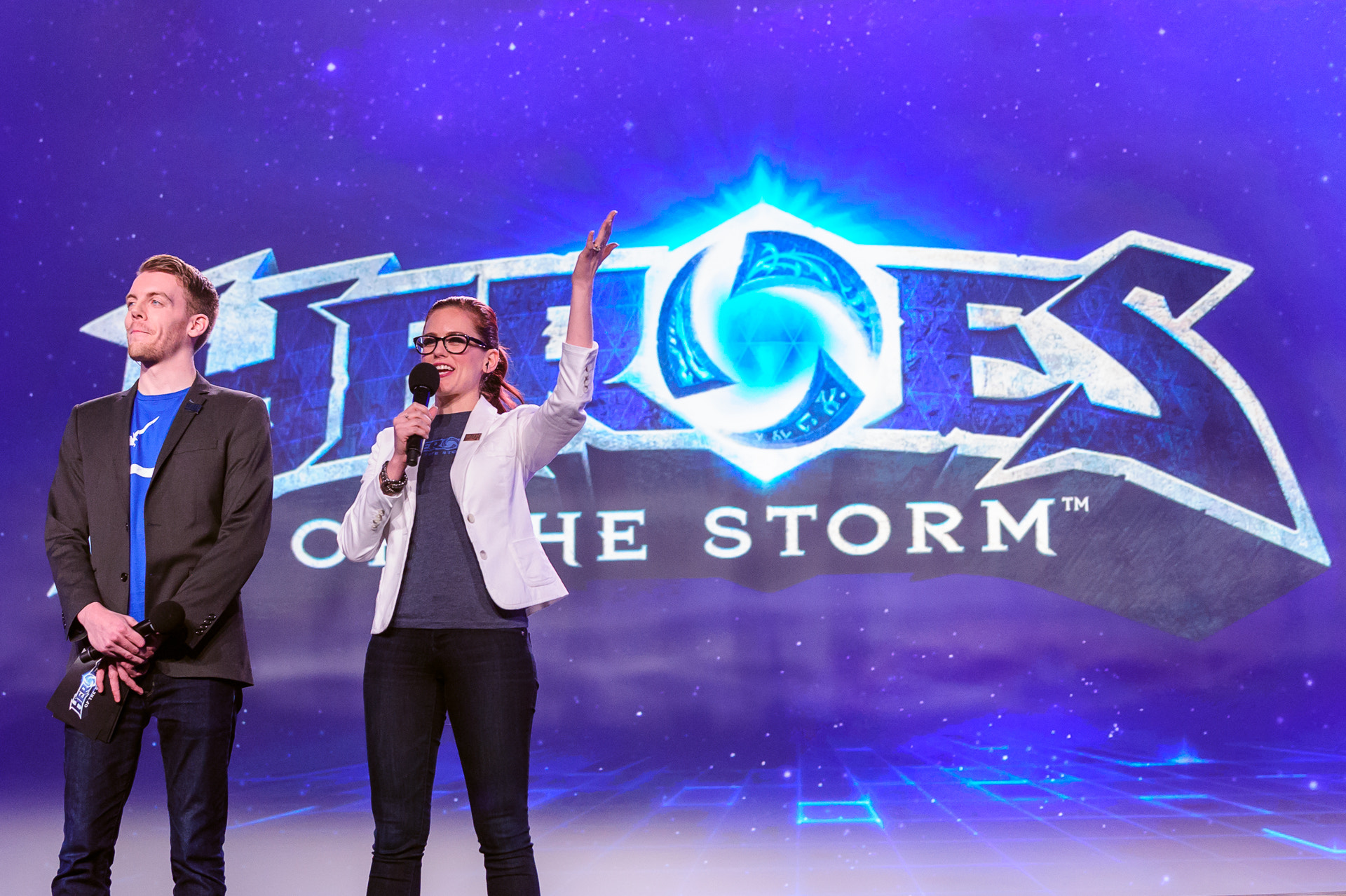
Захід, присвячений Heroes of the Storm, 2014 р.

BlizzCon 2010. Оголошений 25 березня, проводився 22-23 жовтня. На фестивалі було уточнено дату виходу Cataclysm. Відвідувачі могли пограти у ті ж ігри, що й попереднього року. Завершував фестиваль концерт Tenacious D. Кількість відвідувачів склала 27000 осіб.
BlizzCon 2011. Оголошений 7 лютого, проводився 21-22 жовтня. Було представлено доповнення Mists of Pandaria для World of Warcraft та річну підписку на гру. Демонструвалися ролики карти DotA для Starcraft 2 та «Black Soulstone» для Diablo III. З пробних версій надавалися Diablo III, StarCraft II: Heart of the Swarm, World of Warcraft: Mists of Pandaria. Завершував фестиваль концерт Foo Fighters. Кількість відвідувачів склала 26000 осіб.
У 2012 фестиваль був запланований, але не відбувавася через скасування, пов'язане з роботою над новими іграми.
BlizzCon 2013. Оголошений 19 лютого, проводився 8-9 листопада. Було анонсовано гру Heroes of the Storm і фільм «Warcraft». Відвідувачам пропонувалося спробувати Diablo III: Reaper of Souls, Hearthstone: Heroes of Warcraft, Heroes of the Storm, StarCraft II: Heart of the Swarm, World of Warcraft: Warlords of Draenor. Завершував фестиваль концерт Blink 182. Кількість відвідувачів склала 26000 осіб.
BlizzCon 2014. Оголошений 22 квітня, проводився 7-8 листопада. Відбувся анонс гри Overwatch. Надавалися пробні версії Diablo III: Reaper of Souls, Hearthstone: Heroes of Warcraft, Heroes of the Storm, StarCraft II: Legacy of the Void, World of Warcraft: Warlords of Draenor, Overwatch. Завершував фестиваль концерт Metallica. Кількість відвідувачів склала 26000 осіб.
BlizzCon 2015. Про дату проведення було повідомлено 12 березня, проводився 6-7 листопада. На фестивалі були введені «віртуальні квитки», які дозволяли дивитися всі трансляції будь-де у високій якості та отримати подарунки від Blizzard. Демонструвалося вступне відео до гри World of Warcraft: Legion, а сама гра стала доступною до попереднього замовлення. Відбувся анонс оновлень Heroes of the Storm і Hearthstone. Стала відома нова інформація про Overwatch. Також було показано трейлер фільму «Warcraft: Початок». Запрошений гурт — Linkin Park.
BlizzCon 2016. Дата проведення цього року стала відома в квітні, нею було оголошено 4-5 листопада. Продаж квитків тривав в два етапи: 21 і 23 травня. На фестивалі відбулися фінали чемпіонатів зі StarCraft II, Hearthstone, Heroes of the Storm і World of Warcraft. Ті, хто оформили «віртуальні квитки», як і минулого року, отримали в подарунок сувеніри. Було показано нові локації для Diablo III і доповнення Rise of the Necromancer до неї. Для Overwatch анонсувався додатковий персонаж, а також нові герої Heroes of the Storm. Hearthstone отримала власне доповнення Mean Streets of Gadgetzan. Для гри World of Warcraft: Legion відбувся показ оновлень. На закритті виступав «Дивний Ел» Янковик.
BlizzCon 2017. Оголошений 14 березня, відбувся 3-4 листопада. Було повідомлено про перехід StarCraft II: Wings of Liberty на умовно безплатну модель розповсюдження, оновлення Heroes of the Storm і Overwatch, доповнення Kobolds & Catacombs до Hearthstone. Для World of Warcraft відбувся анонс доповнення Battle for Azerot і «ванільних» серверів (для гри без контенту доповнень). На закритті виступав гурт Muse.
BlizzCon 2018. Оголошений 9 квітня, відбувся 2-3 листопада. Анонсувалися мобільна гра Diablo: Immortal, перевидання Warcraft III: Reign of Chaos і The Frozen Throne під назвою Warcraft III: Reforged. Для Overwatch і Heroes of the Storm було анонсовано нового героя. Для Hearthstone повідомлялося про доповнення Rastakhan's Rumble. World of Warcraft Classic (осучаснена, але без доповнень) отримала демо-версію. На закритті виступали Train, Ліндсі Стерлінг та Крістіан Нерн.
BlizzCon 2019. Анонс відбувся 25 квітня, фестиваль був призначений на 1-2 листопада. Цього року було анонсовано нові ігри Diablo IV та Overwatch 2. Повідомлялося, що Diablo Immortal надалі в розробці, а Warcraft 3: Reforged близька до бета-тестування. Стало відомо про доповнення Shadowlands для World of Warcraft і Descent of Dragons для Hearthstone.

### 2020-і
У 2020 році фестиваль не проводився через карантинні заходи, пов'язані з пандемією COVID-19.
BlizzConline 2021. Фестиваль 2021 року відбувся 20-21 лютого і отримав назву BlizzConline, оскільки відбувався цілком онлайн. Перегляд відеотрансляції був безкоштовний. Повідомлялося про оновлення перших ігор Blizzard: The Lost Vikings, Rock & Roll Racing і Blackthorne. Всі вони стали доступні з новими локалізаціями та графічними фільтрами. Для World of Warcraft відбувся анонс розширення доповнення Shadowlands під назвою Chains of Domination. The Burning Crusade анонсувалася для серверів World of Warcraft Classic. Для Hearthstone стало відомо про доповнення Forged in the Barrens, і режим Hearthstone Mercenaries. Також повідомлялося про Diablo II Resurrected — ремастер Diablo II, і нові деталі щодо Diablo IV. Припускалося, що повноцінний BlizzCon відбудеться пізніше того ж року, проте 26 травня 2021 року Blizzard повідомили, що такого заходу не буде. Натомість аналог BlizzConline відбудеться на початку 2022 року.
Blizzard повідомили 26 жовтня 2021 року, що підготовку до анонсованого раніше онлайн-заходу 2022 року «призупинено» задля перегляду того, чим буде BlizzCon у майбутньому.
BlizzCon 2023. На фестивалі відбувся анонс першого доповнення до Diablo IV під назвою Vessel of Hatred, трьох доповнень для World of Warcraft,  доповнення Cataclysm для World of Warcraft: Classic, розширення Hearthstone під назвою Showdown in the Badlands, і нового героя Overwatch 2 на ім’я Мауга. Додатково анонсовано настільну рольову адаптацію Diablo.
Захід 2024 року було скасовано з зазначенням, що проведення фестивалю в майбутньому все ж можливе.